# Pilisjászfalu
Pilisjászfalu is een plaats (község) en gemeente in het Hongaarse comitaat Pest. Pilisjászfalu telt 1081 inwoners (2001).